# Draft Riots

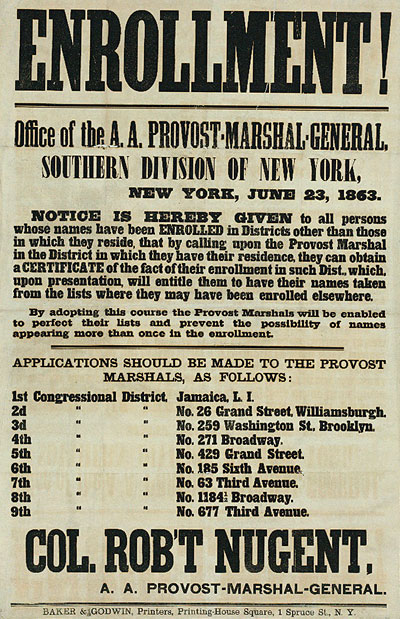
Affiche officielle du recrutement, New York 23 juin 1863.

Les Draft Riots (en français : émeutes de la conscription), que l'on nomme à l'époque Draft Week (en français : « semaine de la conscription ») sont de violentes émeutes qui se déroulent à New York du 13 au 16 juillet 1863, après l'adoption par le Congrès des États-Unis de nouvelles lois sur la conscription. Les hommes réquisitionnés sont envoyés sur les champs de bataille de la guerre de Sécession, qui se déroule entre 1861 et 1865. Ces émeutes sont les plus importantes insurrections civiles que l'histoire américaine ait connues, en dehors de la guerre de Sécession elle-même. Pour reprendre le contrôle de la ville, le président Abraham Lincoln est contraint d'envoyer plusieurs régiments de milice et de volontaires. Les émeutiers se comptent par milliers et bien qu'ils ne représentent pas la majorité, de nombreuses personnes arrêtées ont des noms d'origine irlandaise, selon les listes compilées par Adrian Cook dans son œuvre The Armies of the Streets. En outre, des émeutes de moindre importance éclatent aussi dans d'autres villes à la même époque.
À l'origine conçues pour exprimer le mécontentement de la population vis-à-vis des lois de conscription, elles tournent rapidement au pogrom racial et de nombreux Noirs sont assassinés dans les rues. Le désordre dans la ville est tel que le général John E. Wool déclare le 16 juillet : « La loi martiale devrait être proclamée, mais je ne dispose pas des forces nécessaires pour la faire respecter. », L'armée parvient enfin à maîtriser la foule après trois jours de troubles, grâce à l'artillerie et baïonnette au canon, mais seulement après que de nombreux immeubles ont été saccagés ou détruits, parmi lesquels de nombreuses habitations, un orphelinat pour noirs et même le musée consacré à Phineas Taylor Barnum.

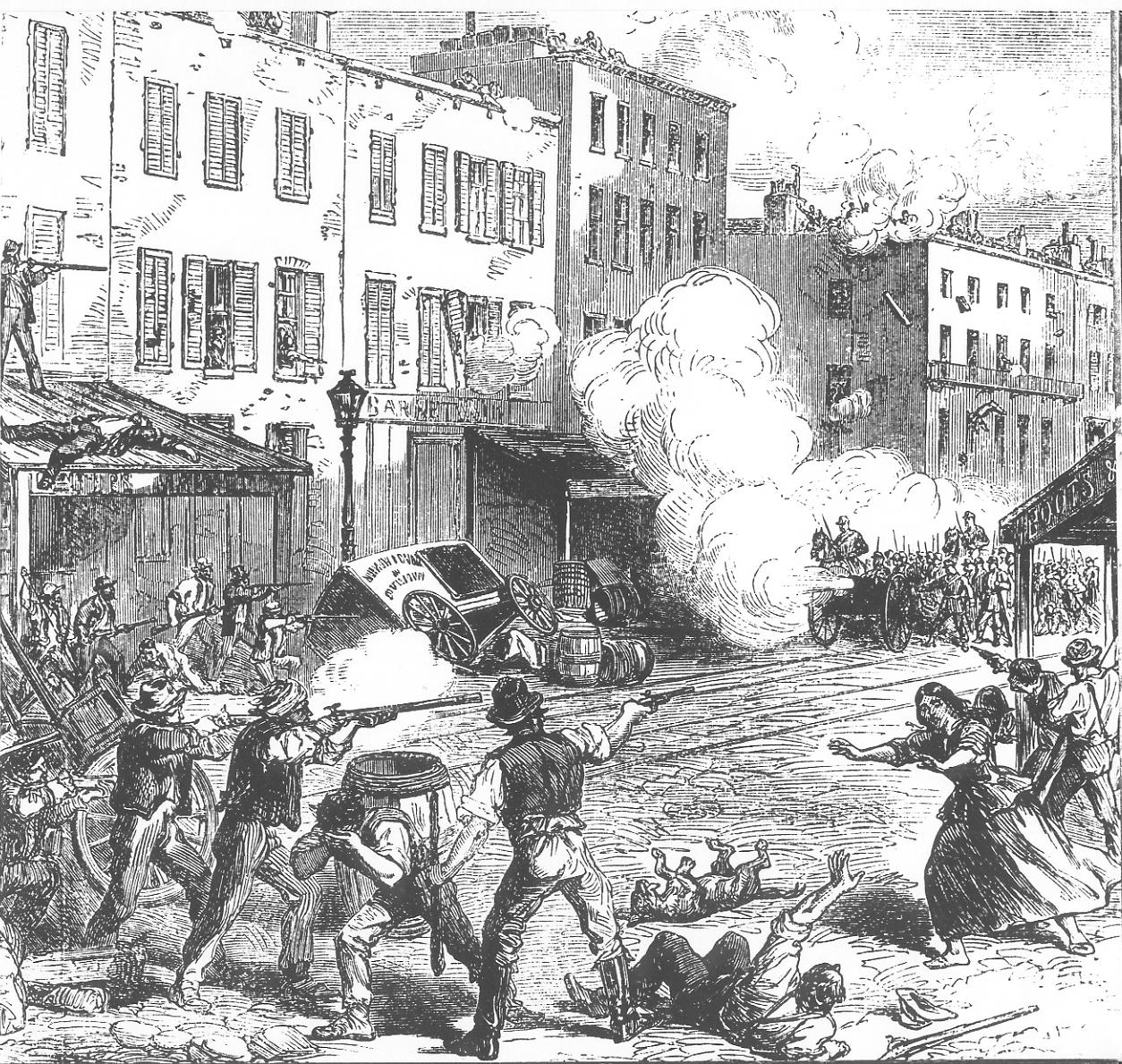
Les émeutiers s'en prennent aux soldats.

## Causes

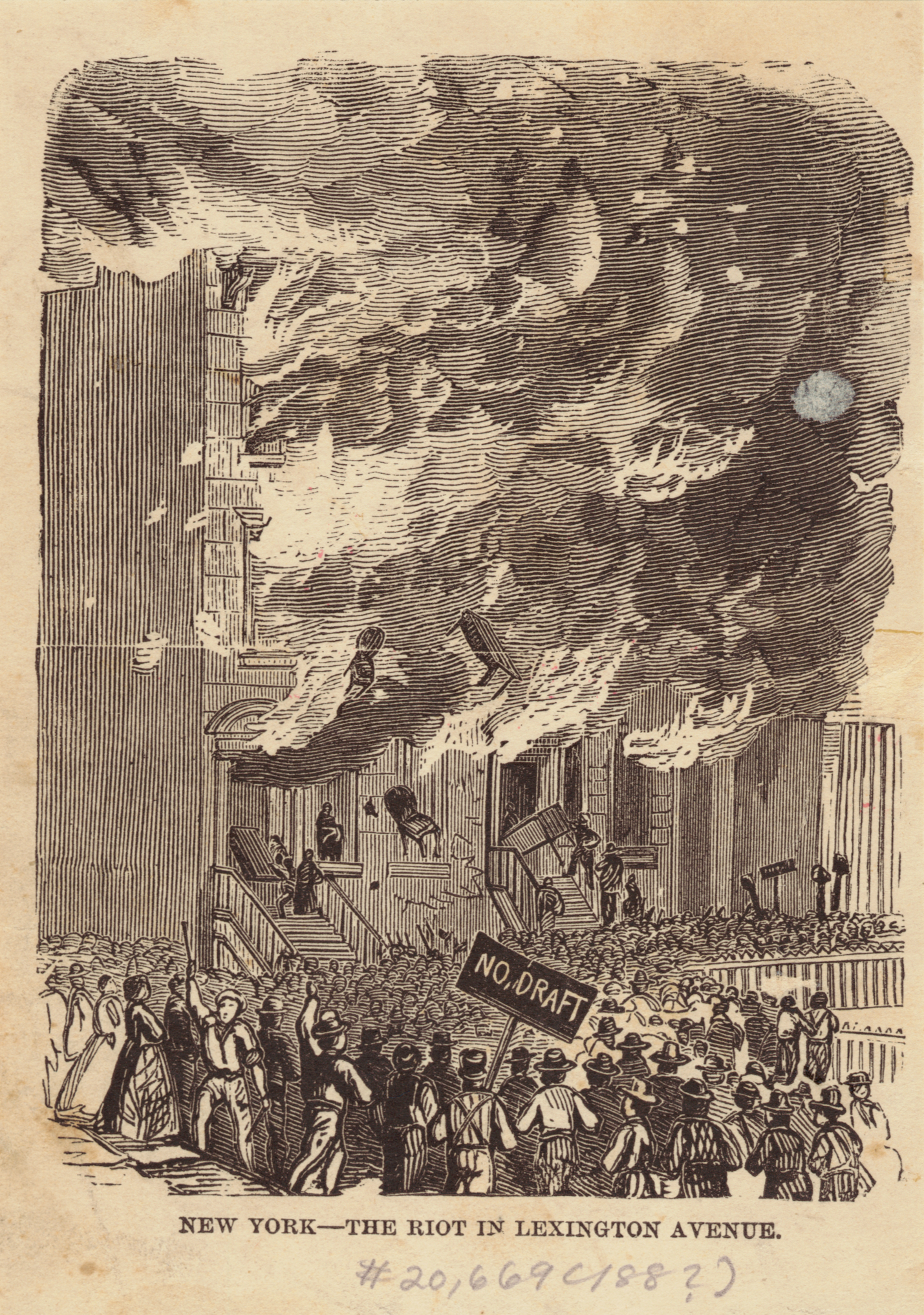
Illustration d'un édifice en feu sur Lexington Avenue lors des émeutes.

Lorsque la guerre de Sécession débute en avril 1861, les New-Yorkais se rallient rapidement à la cause de l'Union. Un rassemblement massif a lieu à Union Square où sont présents entre 100 000 et 250 000 hommes. Quand Abraham Lincoln lance un appel pour le recrutement de 75 000 volontaires afin de rejoindre l'armée et venir à bout de la sécession, 8 000 New-Yorkais se portent volontaires dans les dix jours. Les forces de l'Union paient un lourd tribut lors de la première bataille de Bull Run en juillet 1861, y compris celles originaires de la ville de New York, entraînant une nette baisse d'enthousiasme et d'optimisme. Une importante faction des démocrates de New York, connue sous le nom de Copperheads, s'oppose à la guerre et est favorable à une paix négociée. Le gouverneur de New York Horatio Seymour est élu en 1862, sur un programme électoral pacifiste.
À la suite de l'enlisement de la guerre, une pénurie de soldats se fait sentir au sein des rangs de l'Union. Dans ce contexte, le 3 mars 1863, le Congrès des États-Unis adopte la première loi de conscription de son histoire, qui autorise le président à faire appel aux citoyens âgés de 18 à 35 ans, pour une durée limitée à trois ans de service militaire. Les démocrates Copperheads, favorables à la paix, sont consternés par la nouvelle. Ils sont opposés à toute forme de service national, et en particulier à une clause qui stipule que les hommes appelés peuvent être exemptés de conscription s'ils s'acquittent d'une somme de 300 $ ou fournissent un remplaçant, que l'on nomme « taxe d'exemption », ce que les pauvres ne peuvent se permettre, créant ainsi des inégalités face à la conscription. Cette mesure est tournée en dérision sous la forme du 300 dollar man (l'homme à 300 dollars). Formellement, cependant, ces lois visent avant tout à attirer des volontaires et, en fait, peu d'hommes sont enrôlés de force.

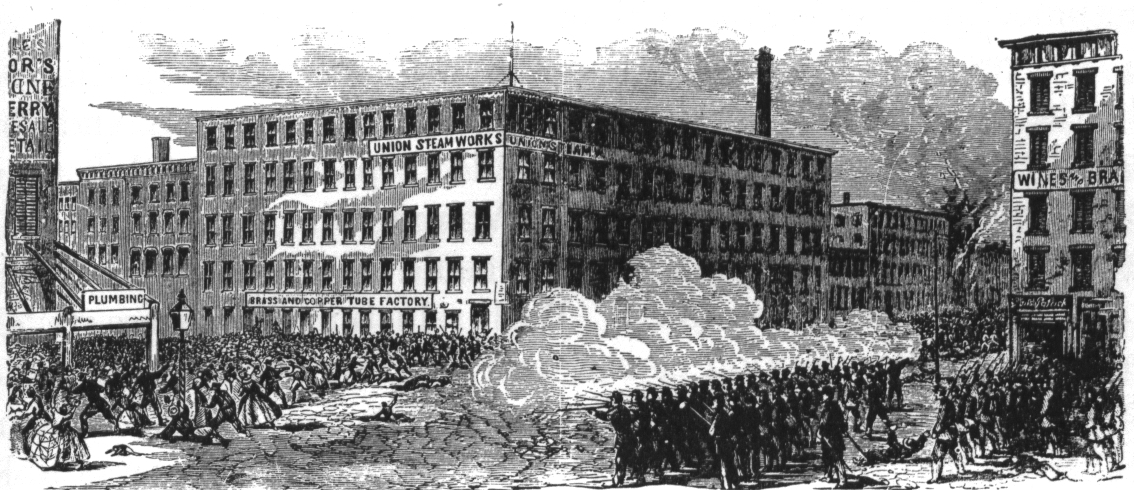
Les troupes fédérales font feu sur la foule qui commence à se regrouper.

Dans la pratique, les hommes forment des clubs. Si l'un de ses membres du club est appelé, les autres membres se cotisent pour payer la « taxe d'exemption ». Indépendamment de l'intention de cette taxe de 300 $ (somme considérable pour l'époque), qui est à la fois un moyen de fournir les fonds nécessaires pour la guerre et de permettre aux fils des familles les plus aisées de ne pas partir au combat (ce qui s'appela par la suite draft evasion), elle amène progressivement les classes moyennes et ouvrières à considérer que la guerre est devenue une « guerre de riches faite par les pauvres ».
Le premier tirage au sort de noms a lieu le samedi 11 juillet, sans incident. Les noms sont inscrits sur des petits morceaux de papier, placés dans une boîte, puis tirés un par un. Les noms tirés sont principalement ceux d'ouvriers qui ont été publiés dans les journaux. Bien que les émeutes de New York ne commencent pas à ce moment, elles éclatent dans d'autres villes, impliquant des adversaires de la conscription, notamment à Buffalo, le 6 juillet 1863. Des spéculations sur une réaction similaire à la conscription à New York se développent. Ces évènements coïncident avec les tentatives du Tammany Hall (base du parti démocrate de New York), qui souhaite faire des immigrants irlandais des citoyens américains, pour qu'ils puissent participer aux élections locales. C'est alors que de nombreux immigrants réalisent que la citoyenneté ne leur apporte pas qu'un droit de vote, mais aussi le devoir de se battre pour leur nouveau pays. Ainsi, parmi les 184 émeutiers qui ont pu être identifiés, 117 sont nés en Irlande, 40 aux États-Unis et 27 dans d'autres pays d'Europe.

## Émeutes

### Lundi

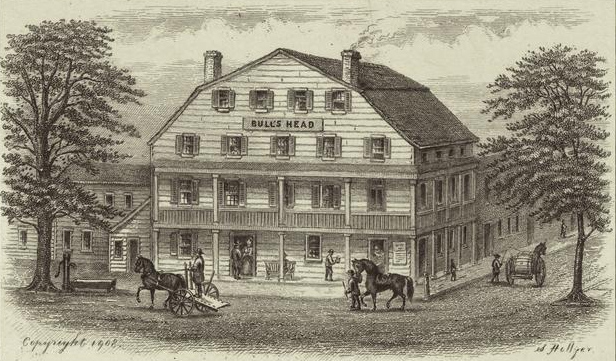
Le Bull's Head Hotel, représenté ici tel qu'il était en 1830, est incendié durant les émeutes.

Le second tirage au sort a lieu le lundi 13 juillet 1863, dix jours après la victoire de l'Union à la bataille de Gettysburg. Le matin, à 10 heures, une foule furieuse composée de 500 hommes emmenés par la Black Joke Fire Engine Company 33,, attaque le bureau de l'assistant du Provost Marshal du Neuvième District, à l'angle de la Troisième Avenue et de la 47th Street, où la conscription se déroule. La foule commence à lancer de gros pavés à travers les fenêtres, puis à casser les portes et enfin détruire le bâtiment. Parmi les émeutiers, des travailleurs irlandais, s'opposent également au gradualisme politique, ils n'acceptent pas d'être mis en concurrence avec des esclaves émancipés pour obtenir un emploi.

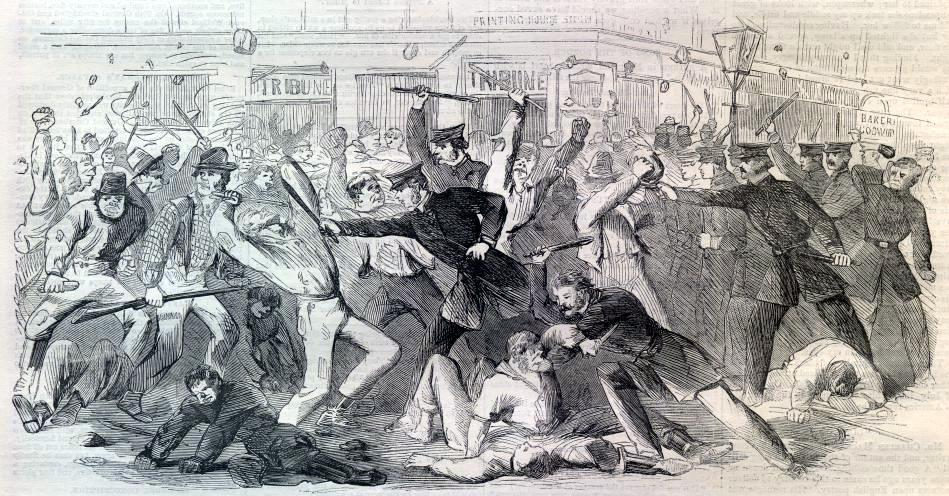
Charge de la police sur les émeutiers aux bureaux du New York Tribune.

La milice d'État de New York est absente, elle a été envoyée en Pennsylvanie pour renforcer les troupes de l'Union, laissant à la seule police le soin de faire face aux évènements. Le chef de la police, John Kennedy, se rend sur place le lundi pour examiner la situation. Bien qu'il ne soit pas en uniforme, il est reconnu par les émeutiers qui l'attaquent. Kennedy est abandonné à demi conscient, il a le visage meurtri et tailladé, un œil blessé, les lèvres enflées, sa main coupée et son corps couvert de sang et d'ecchymoses. Les policiers contre-attaquent avec leurs gourdins et revolvers, chargeant la foule, mais celle-ci les maîtrise. La police de New York est dans l'impossibilité d'apaiser les troubles, les policiers étant trop inférieurs en nombre vis-à-vis des émeutiers. Leur tâche consiste surtout à limiter les dégâts et à secourir ceux qui peuvent l'être. Ils parviennent cependant à maintenir les émeutes hors de Lower Manhattan, en dessous d'Union Square. Les immigrants et autres habitants du quartier Bloody 6th Ward près du port ne participent pas aux émeutes car ils ont vécu suffisamment de violences à cause des gangs entre les années 1830 et 1850.

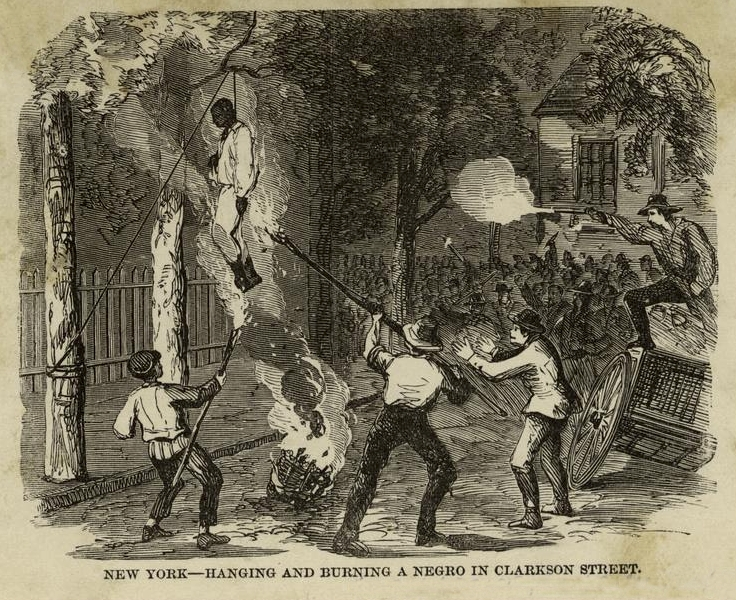
Un noir, qui après avoir été torturé par des émeutiers, est pendu et brûlé, à Clarkson Street.

Le Bull's Head Hotel de la 44th Street, qui refuse de servir de l'alcool, est incendié. La résidence du maire sur la Cinquième Avenue, les postes de police du Cinquième et Huitième Districts, et d'autres bâtiments sont attaqués puis incendiés. Le siège du journal à tendance républicaine, le New-York Tribune est lui aussi attaqué. La foule est refoulée par le personnel du New York Tribune qui est équipé de deux mitrailleuses Gatling. Les compagnies de pompiers sont mobilisées, mais certains sapeurs-pompiers sont favorables aux émeutiers, car ils ont eux aussi été mis sur les listes d'enrôlement le samedi. Plus tard dans l'après-midi, les autorités tirent sur un homme et le tuent alors que les émeutiers s'attaquent à l'arsenal situé à l'angle de la Deuxième Avenue et 21st Street.
Les Afro-Américains deviennent les boucs émissaires et les victimes désignées de la colère des émeutiers. De nombreux immigrants et les pauvres voient les esclaves noirs affranchis comme des concurrents pour décrocher les rares emplois disponibles et les Afro-Américains sont considérés comme la cause première de la guerre fratricide qui oppose le Nord et le Sud. Ceux qui ont le malheur de tomber entre les mains des émeutiers sont battus, torturés et parfois tués. Un Noir est ainsi attaqué par une foule de 400 hommes armés de gourdins et de pavés. Il est pendu à un arbre puis brûlé. Le Colored Orphan Asylum (orphelinat pour enfants noirs) qui offre un abri à des centaines d'enfants, est attaqué par la foule. La police parvient cependant à protéger l'orphelinat suffisamment longtemps pour permettre aux enfants de prendre la fuite.

### Mardi
De fortes pluies tombent dans la nuit du lundi, aidant ainsi à contrôler les incendies et renvoyant les émeutiers chez eux. Cependant, la foule se rassemble à nouveau le lendemain. La vie économique de la cité s'arrête, les ouvriers ayant rejoint les manifestants. Les émeutiers commencent à s'en prendre aux maisons de républicains notables dont celle de l’activiste abolitionniste Abigail Hopper Gibbons.
Le gouverneur Horatio Seymour arrive le mardi et fait un discours à l’hôtel de ville de New York où il tente de calmer la foule en proclamant que la loi sur la conscription est inconstitutionnelle. Le général John E. Wool fait venir environ 800 soldats du port de New York et de l’Académie militaire de West Point. Il ordonne également aux milices de revenir à New York.

### Mercredi et jeudi: l'ordre restauré

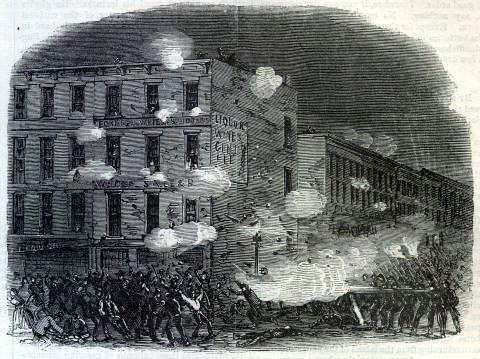
Affrontements entre les émeutiers et les militaires.

La situation s'améliore le mercredi 15 juillet, lorsque l'adjoint du Provost Marshal Robert Nugent reçoit l'ordre de son supérieur, le colonel James Barnet Fry, de mettre fin à l'émeute. Comme cette information est reprise par les journaux, certains manifestants restent prudemment chez eux. Certaines milices commencent à revenir en ville et emploient des vigoureuses mesures à l'encontre du reste des émeutiers.
L'ordre commence à revenir le jeudi 16 juillet lors du retour, après une marche forcée, de nouvelles troupes fédérales, dont le 152nd New York Volunteers, le 26th Michigan Volunteers, le 30th Indiana Volunteers et le 7th Regiment New York State Militia de Frederick. En outre, le gouverneur ajoute dans la mêlée le 74e et le 65e régiment de la milice de l'État de New York, qui n'était pas en service fédéral et une partie du 20th Independent Battery, New York Volunteer Artillery de Fort Schuyler à Throggs Neck. Dès le 16 juillet, il y a plusieurs milliers de soldats fédéraux en ville. Un dernier affrontement a lieu le jeudi soir à proximité de Gramercy Park, entraînant la mort de nombreux émeutiers.

## Conséquences

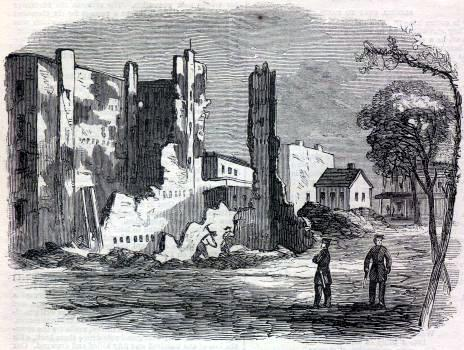
Ruines du bureau du prévôt.

Le nombre exact de victimes est inconnu, mais selon l'historien James M. McPherson, au moins 120 hommes sont tués durant les émeutes. Selon les estimations, au moins 2 000 hommes sont blessés. Les dommages causés par les émeutes s'élèveraient quant à eux à environ un million de dollars. L'historien Samuel Morison écrit que les émeutes sont « l'équivalent d'une victoire des Confédérés ». Le département du trésor de la ville indemnise par la suite environ un quart du montant des dommages. Cinquante bâtiments, dont deux églises protestantes sont complètement détruits après avoir été incendiés. Le 19 août, les tirages au sort de conscription reprennent sans qu'on ait à déplorer de nouveaux incidents. On enrôle beaucoup moins d'hommes que ne le craignait la population : sur les 750 000 conscrits du pays, seuls 45 000 partent effectivement au combat.

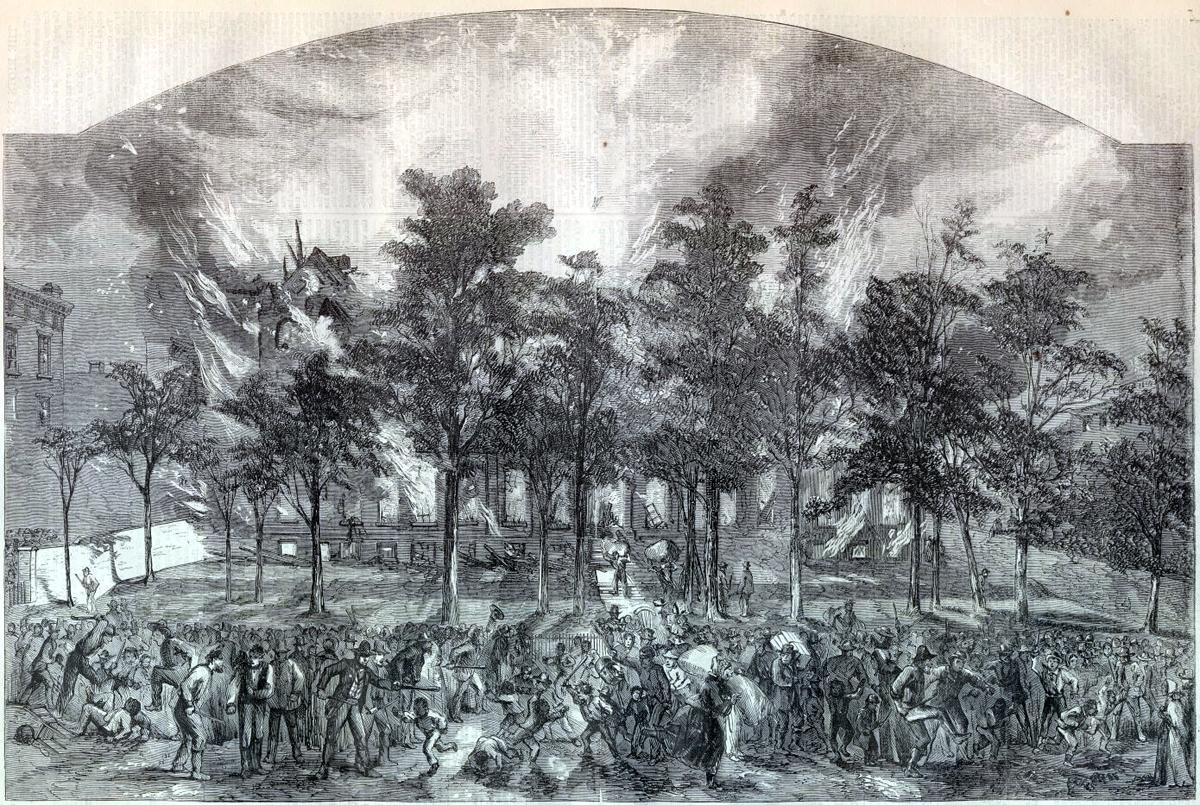
Le Colored Orphan Asylum brûlé et pillé par les émeutiers.

Alors que les émeutes impliquent principalement la classe ouvrière, les New-Yorkais moyens et la classe dirigeante sont divisés en ce qui concerne la conscription elle-même et l'usage du pouvoir fédéral ou de la loi martiale afin de l'imposer. De nombreux riches hommes d'affaires démocrates tentent de faire proclamer la conscription inconstitutionnelle. Les démocrates du Tammany ne souhaitent pas eux-mêmes voir la conscription proclamée inconstitutionnelle, mais souhaitent plutôt aider les pauvres à payer leur taxe d'exemption.
L'immense soutien de New York à la cause de l'Union se poursuit ensuite mais un peu à contrecœur. À la fin de la guerre, plus de 200 000 soldats, marins et miliciens ont été enrôlés dans la ville. 20 000 d'entre eux sont morts durant la guerre. Les brigades Irish et Excelsior, originaires de la cité, font partie des cinq brigades de l’armée de l’Union à avoir subi les plus lourdes pertes au combat pendant la guerre. Si l'on inclut les pertes à Bull Run, aucun régiment d’infanterie de l’Union n’a connu autant de pertes que le 69e régiment des Fighting Irish de New York. Bien que leurs faits d'armes soient peu mis en avant par les historiens modernes, les plus de cent Medal of Honor reçues rappellent leur bravoure au combat.

## Culture populaire

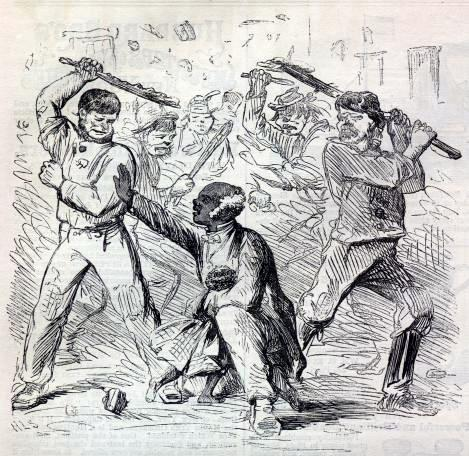
Les émeutiers se mettent à frapper les Noirs.

Les émeutes de la conscription sont omniprésentes dans les romans On Secret Service de John Jakes (2000) et Paradise Alley de Kevin Baker (2002).
La comédie musicale Maggie Flynn jouée à Broadway en 1968 est mise en scène dans l’orphelinat pour enfants noirs qui fut assiégé durant l’émeute. Dans le roman steampunk La Machine à différences (1990) de William Gibson et de Bruce Sterling, les lecteurs apprennent que les émeutes (lors d'une guerre de Sécession finalement gagnée par les États confédérés) se terminent par la création d'une commune de Manhattan (comme celle de la Commune de Paris), dirigée par Karl Marx. Dans le roman uchronique Grant Comes East de Newt Gingrich, les émeutes sont dépeintes comme bien plus graves qu'elles ne le furent en réalité, car ce livre est la suite de son précédent roman où la Confédération remporte la victoire lors de la bataille de Gettysburg.
Le film Gangs of New York de Martin Scorsese (2002) se déroule à l'époque des émeutes mais ne dépeint pas de manière absolument fidèle les événements qui se sont alors déroulés. Il tente plutôt de décrire « la naissance de Manhattan et la manière dont les différentes vagues d'immigrants ont façonné l'évolution de la ville de New York »,. Selon le journaliste et écrivain Pete Hamill : « Les voyous irlandais établirent alors un lien entre criminalité et politique à New York, qui allait durer plus d'un siècle. »,
Pour la bande dessinée, on peut citer Émeutes à New York, un album des Tuniques bleues paru en 2002.
Le roman New York, d'Edward Rutherfurd, relate ces émeutes à travers le point de vue des différents personnages. L'un des personnages, Hetty Master, contribue à l'évasion des enfants du Colored Orphan Asylum, et assiste au lynchage d'un Irlandais qui a voulu l'aider. Un autre, Hudson, un ancien esclave du Sud, est pendu à un arbre et brûlé. Edward Rutherfurd décrit ces émeutes avec beaucoup de précision, mêlant fiction et Histoire.